# 石井ヒトシ
石井 ヒトシ（いしい ひとし、1965年2月18日 - ）は日本のギタリスト。福島県出身。

## 来歴
VEILというハードロックバンドで活動していた。
- 1985年、VEILというハードロックバンドで活動していた。
- 1989年、山瀬まみ、本木雅弘、BABY'Sのサポートギタリストとして参加。
- 1991年、小林勝、久嶋善朗らとSOY SAUCE SONIXを結成
- 1992年、SOY SAUCE SONIXとして吉田美奈子プロデュースアルバム「NUDEZILLA」でデビュー。
- 1993年、SOY SAUCE SONIXを解散。
- 1994年、冴木裕志とBEREEVEを結成し、石川寛門と安藤高弘の作曲による「君から目を離せない」をリリース。この時は芸名を石井直人に改名。
- 1998年、芸名を石井ヒトシに戻す。
- 1999年、BEREEVEを解散。その後、戸城憲夫の誘いでTHE SLUT BANKSに加入。このバンドの時のみ、弐代目STONE STMAC名義で行う。
- 2000年、THE SLUT BANKSを解散し[1]、戸城とBAD SiX BABiESを結成。
- 2002年、BAB SiX BABiESを解散。
- 2007年、THE SLUT BANKSを再結成[1]。また、戸城、満園英二率いるバンド、The DUST'N'BONEZのサポートギタリストとして参加[2]。
- 2010年、BAD SiX BABiESを再結成。また、伊藤博文と茶柱を結成し、インストアルバム「TWiN SPiRAL」をリリース。以後、THE SLUT BANKS及びBAD SiX BABiES、茶柱としての活動を両立する。
- 2015年、THE SLUT BANKSを脱退。

## レコーディング参加
- 野宮真貴「Hard Luck Woman」
- 尾身和樹『regeneration』